# 云南铁角蕨
云南铁角蕨（学名：Asplenium yunnanense），为铁角蕨科铁角蕨属下的一个植物种。其种加词“yunnanense”意为“云南的”。
现接受名为云南铁角蕨（Asplenium exiguum subsp. yunnanense (Franch.) Fraser-Jenk., Pangtey & Khullar, 2011）。